# 圣马丁德蒙塔尔万
圣马丁德蒙塔尔万（西班牙語：San Martín de Montalbán）是西班牙卡斯蒂利亚-拉曼恰托莱多省的一个市镇。总面积133平方公里，总人口706人（2001年），人口密度5人/平方公里。